# Угідак (острів)
Острів Угідак (алеут. Qagan-tanax) — острів у підгрупі островів Деларова Андреяноівських островів у ланцюзі Алеутських островів Аляски. Він був названий капітаном російського імператорського флоту Михайлом Тебенковим у 1852 році як "Камінь Угідах".